# Jekaterina Jurlova-Percht
Jekaterina Viktorovna Jurlova-Percht (ryska: Екатерина Викторовна Юрлова-Перхт), född 23 februari 1985, i Leningrad, Ryssland, är en rysk skidskytt. Hon debuterade i världscupen säsongen 2007/2008.
Hennes bästa resultat i karriären är ett silver och ett brons i stafett vid Europamästerskapen 2009 och 2010. I världscupsammanhang är två stycken individuella femteplatser hennes bästa resultat: i jaktstart 2011 och i masstart 2012.
Hon vann showtävlingen World Team Challenge 2012 tillsammans med Anton Sjipulin.